# George Loddiges
George Loddiges  (Hackney, Londres, 12 de março de 1784 — Hackney, Londres, 5 de junho de 1846) foi um botânico e horticultor britânico. Ele trabalhou no viveiro estabelecido por seu pai e ilustrou quase 2 000 placas de plantas no próprio periódico do viveiro, o Botanical Cabinet, publicado entre 1817 e 1833. Ele também planejou um livro sobre os beija-flores, mas este não foi publicado. O gênero de beija-flor Loddigesia é nomeado após ele.

## Vida
George nasceu em Hackney, Middlesex. Alguns dão a data como 12 de março de 1786, enquanto outras fontes sugerem 1784. Ele era filho de Joachim Conrad Loddiges (c.1738–1826) e Sarah Aldous. Joachim Loddiges era um viveirista nascido na Alemanha que fundou a Conrad Loddiges and Sons, uma das maiores creches do século XIX. Junto com seu irmão William, George também treinou no comércio de plantas e na administração de viveiros. A família administrou estufas especiais e um arboreto de 9 acres para plantas tropicais e era conhecida por suas coleções de palmeiras e orquídeas. George Loddiges esteve envolvido no estabelecimento do jardim do cemitério de Abney Park em 1839-40. Os Loddiges trabalharam com colecionadores de plantas de todo o mundo, bem como com botânicos. Hugh Cumingera um de seus colecionadores e Nathaniel Ward era um amigo. Várias espécies de plantas receberam nomes de membros da família Loddiges.
Loddiges era membro dos conselhos da Linnean Society, da Horticultural Society e da Microscopical Society. Ele tinha uma coleção de 200 espécies de beija-flores que foram adquiridas pelo Museu Britânico de História Natural em 1933. Ele planejava publicar um livro sobre os beija-flores.
Casou-se com Jane Creighton (1787–1859) em 1811 e tiveram um filho, Conrad, e duas filhas, uma das quais foi casada com o artista Edward William Cooke. Loddiges morreu em Hackney e foi enterrado em St John-at-Hackney.  O berçário foi assumido por seu filho Conrad.